# Armando Sá
Armando Miguel Correia de Sá, appelé Armando Sá, est un footballeur mozambicain né le 16 septembre 1975 à Maputo au Mozambique.

## Carrière de joueur
- 1992 - 1994 : CF Belenenses ( Portugal)
- 1994 - 1996 : UD Vilafranquense ( Portugal)
- 1996 - 1997 : GD Bragança ( Portugal)
- 1997 - 1998 : SC Vila Real ( Portugal)
- 1998 - 2001 : Rio Ave ( Portugal)
- 2001 : Sporting Braga ( Portugal)
- 2002 - 2004 : Benfica Lisbonne ( Portugal)
- 2004 - 2005 : Villarreal CF ( Espagne)
- 2005 - 2007 : Espanyol Barcelone ( Espagne)
- 2007 : → Leeds United (prêt) ( Angleterre)
- 2007 - 2008 : Foolad Ahvaz ( Iran)
- 2008 - 2010 : Sepahan Ispahan ( Iran)[1],[2]